# 加藤高道
加藤 高道（かとう たかみち、1960年1月21日 - ）は、愛知県岡崎市出身のシンガーソングライター、ものまねタレントである。
主に兄弟デュオ・狩人として、兄・加藤久仁彦とともに活動しているが、近年では久仁彦とは別に、歌手・Takamichi （TAKAMICHI）としても芸能活動をしている。作詞家、作曲家として活動する際には、本名の「加藤高道」を使うことが多いが、「かとう高道」や「高道」名義で活動していることもある。
1994年に結婚したが、その後離婚。2023年9月7日に女優・タレントの岡元あつことの再婚を発表した。
ものまねを披露する場として、ものまねバトル（日本テレビ）に出演している。
2007年12月31日に狩人を一旦解散し、2008年以降はソロの歌手として活動する一方で、"歌手の人材派遣業"者としても活動。2012年7月、5年ぶりに狩人の再結成を発表。同年8月18日、NHKテレビ「思い出のメロディー」で「あずさ2号」を歌唱。その後は狩人と同時にソロ活動も並行して活動中。　
近年は「夢スター歌謡祭 春組対秋組歌合戦」に出演し、全国各地を回っているほか、江木俊夫、あいざき進也、晃(フィンガー5)と共にユニット（TASTE4）を結成し、年に数回、ライブを行っている。

## 主な楽曲

### 加藤高道名義
- FOREVER
- 永遠の誓い（岡崎友紀とのデュエット。作曲も担当。）

### TAKAMICHI名義
- 兎のコン

### Takamichi名義
- シャドウ
- ヴィーナスの宵祭り
- イノセント
- あなただけを
- スウィング

### 高道名義
- 永遠に向かって
- やさしいあなた
- 夫婦美路
- 虹夢
- パンダPandaパンダ
- 青春のかけら
- 飛沫の恋
- ファンタスティック辻堂
- 踊ろうサンバ
- あなたでよかった
- ドラスティックサマー
- サマーナイト
- 夏のコンフォート
- 煌く太陽
- あの懐かしき夏の日
- 碧い海
- My daughter
- 古城にて
- 愛の傍ら
- 青春仲間
- 麗しのカレン
- 大河の誘い
- 愛の止まり木
- 青春のソナタ
- 春の訪れ

## 作詞・作曲

### 加藤高道名義で作詞された主な楽曲
- ハートせつなく
- どんポイ! (Don't Poi!)
- 夢をのせて

### 加藤高道名義で作曲された主な楽曲
- ゴールデンリング

### かとう高道名義で作詞された主な楽曲
- 戻らぬ夜

## 出演番組
- 生×カラ!TV（サンテレビ）

## 出演CM
- 宇和島運輸フェリー
- 松美の家